# 황토도
황토도(黃土島)는 조선민주주의인민공화국 행정구역상 원산시 갈마지구에 소속된 섬이다. 한국전쟁 당시 전략도서 확보작전 중 한국과 미국 해병대가 이곳에 상륙작전을 개시하였다. 조선인민군의 군사 훈련장 및 포격 사격지로 사용된 것으로 알려져있다.

## 같이 보기
- 원산시
- 갈마비행장